# Kehrum
Kehrum is een dorp in de gemeente Kalkar in de Nederrijnregio in Duitsland. De woonkern ligt aan de rand van de Nederrijnse Heuvelrug en telde in 2023 een kleine 500 inwoners.
Het moderne industriegebied van Kehrum aan de Bundesstraße 57 (Moers-Kleef) is via de Bundesstraße 67 aangesloten op de autobaan A3 bij Rees. Deze weg kruist met een viaduct de Xantener Straße (B57) naar Xanten.
Markant in het landschap staat de schoorsteen van de grote melkfabriek van Friesland Deutschland GmbH. waar in 2011 de productie gestaakt werd.
De schuttersvereniging St. Hubertus-Schützenbruderschaft houdt er met zijn jaarlijkse schuttersfeest een levende traditie in stand, die gepaard gaat met feestelijke fanfareoptochten en vendelen. De Sint-Hubertuskerk behoort tot de Heilig Geist-parochie in Kalkar en is gevestigd in een modern kerkgebouw, dat in 1968 ingewijd werd.
De plaats had een station aan de Spoorlijn Rheinhausen - Kleef. Langs het spoortraject loopt de fietsroute Alleenradweg Kalkar-Xanten via Marienbaum. Aan de voet van het Uedemer Hochwald liggen loopgraven die aan het einde van de Tweede Wereldoorlog door dwangarbeiders gegraven werden.

## Afbeeldingen

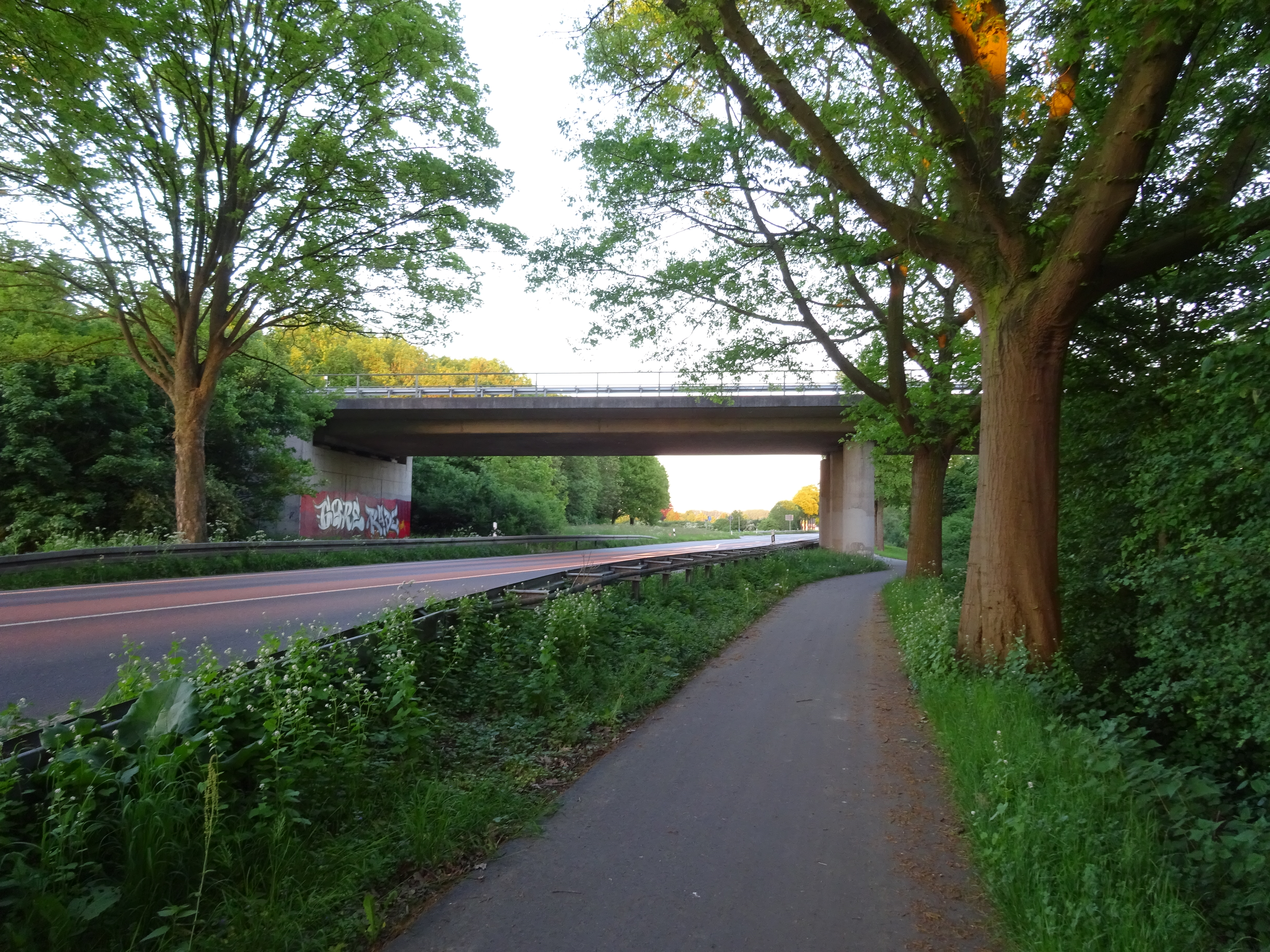
Viaduct Xantener Straße / B67
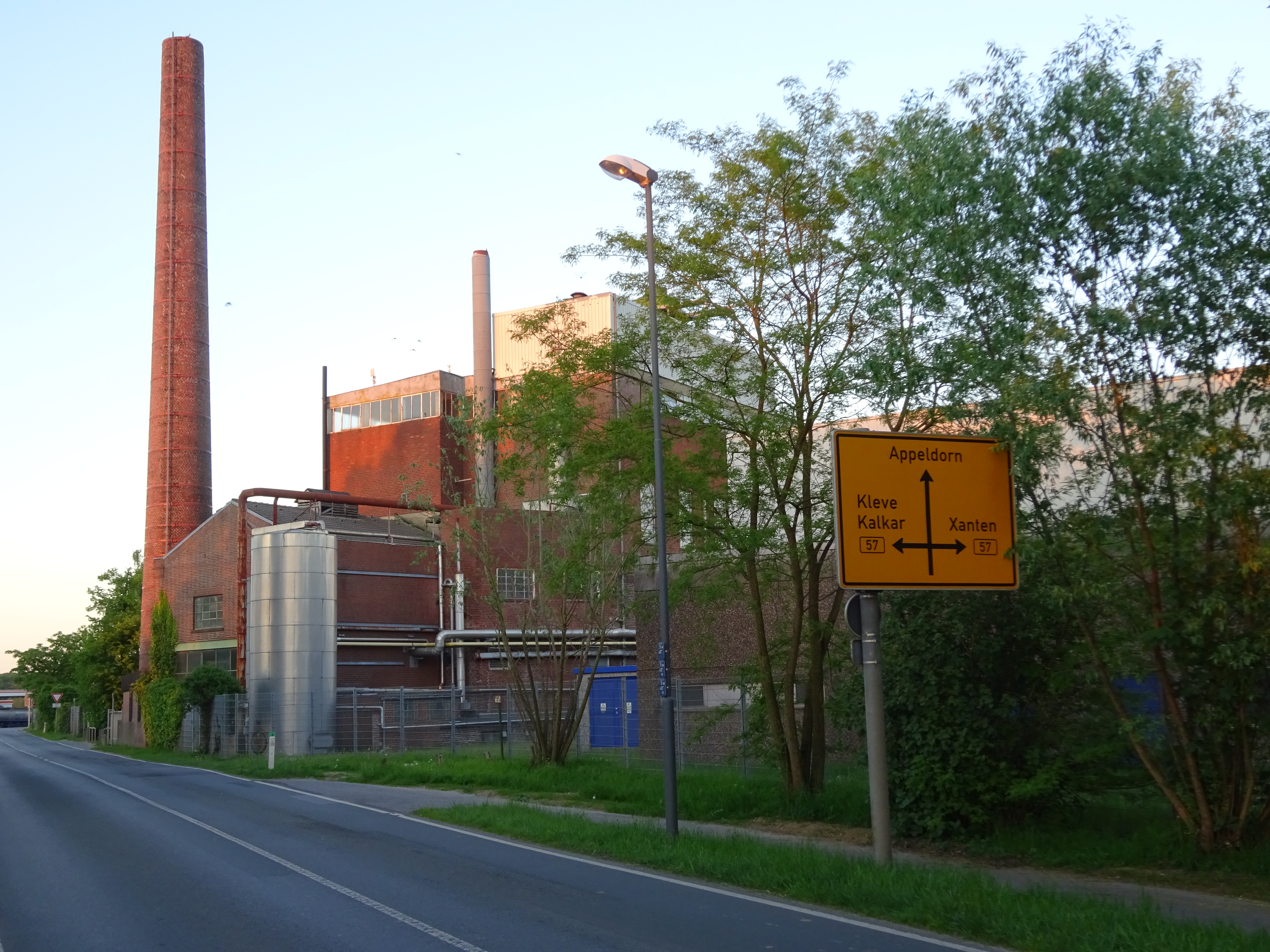
Voormalige melkfabriek
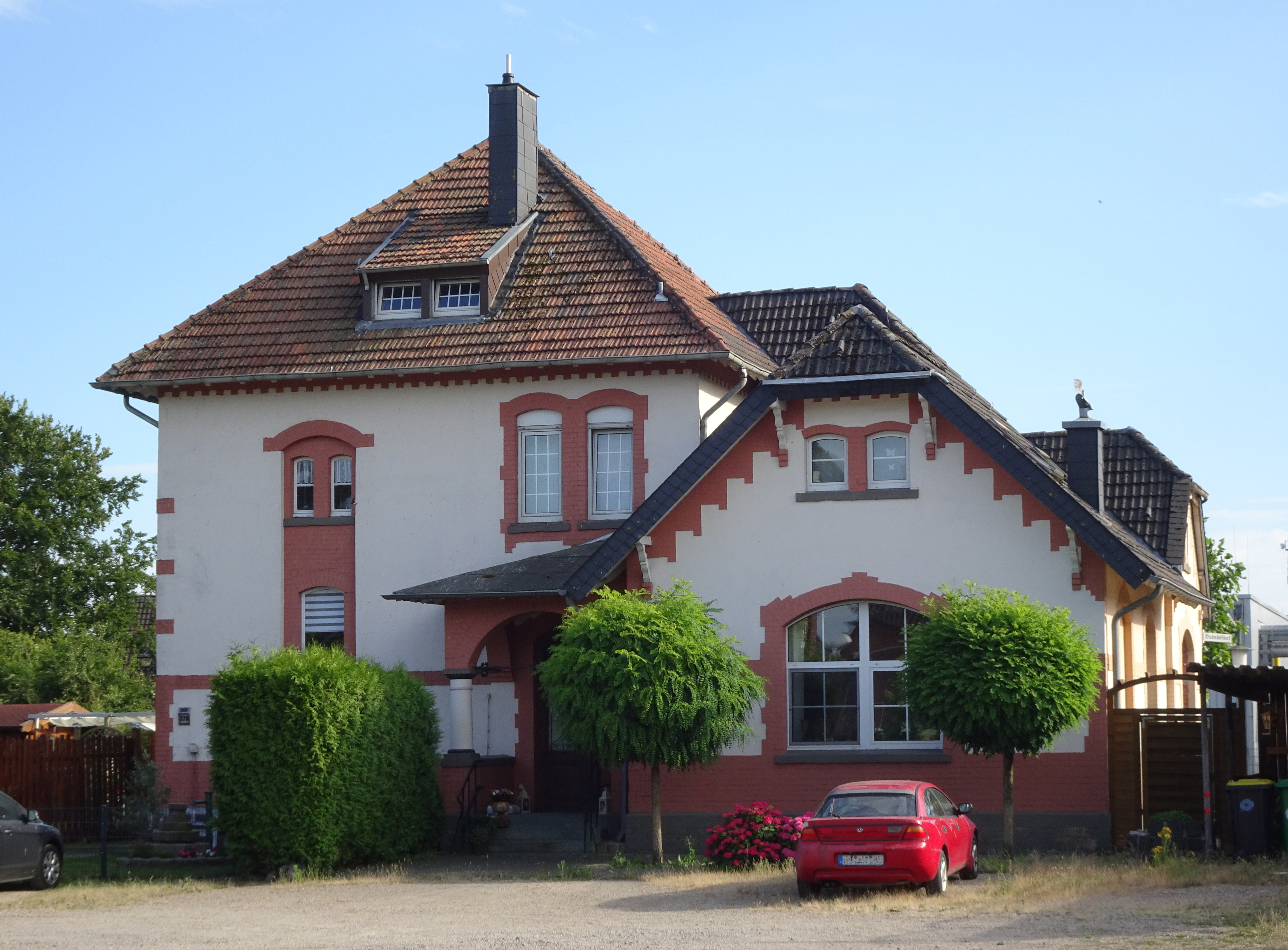
Voormalig treinstation
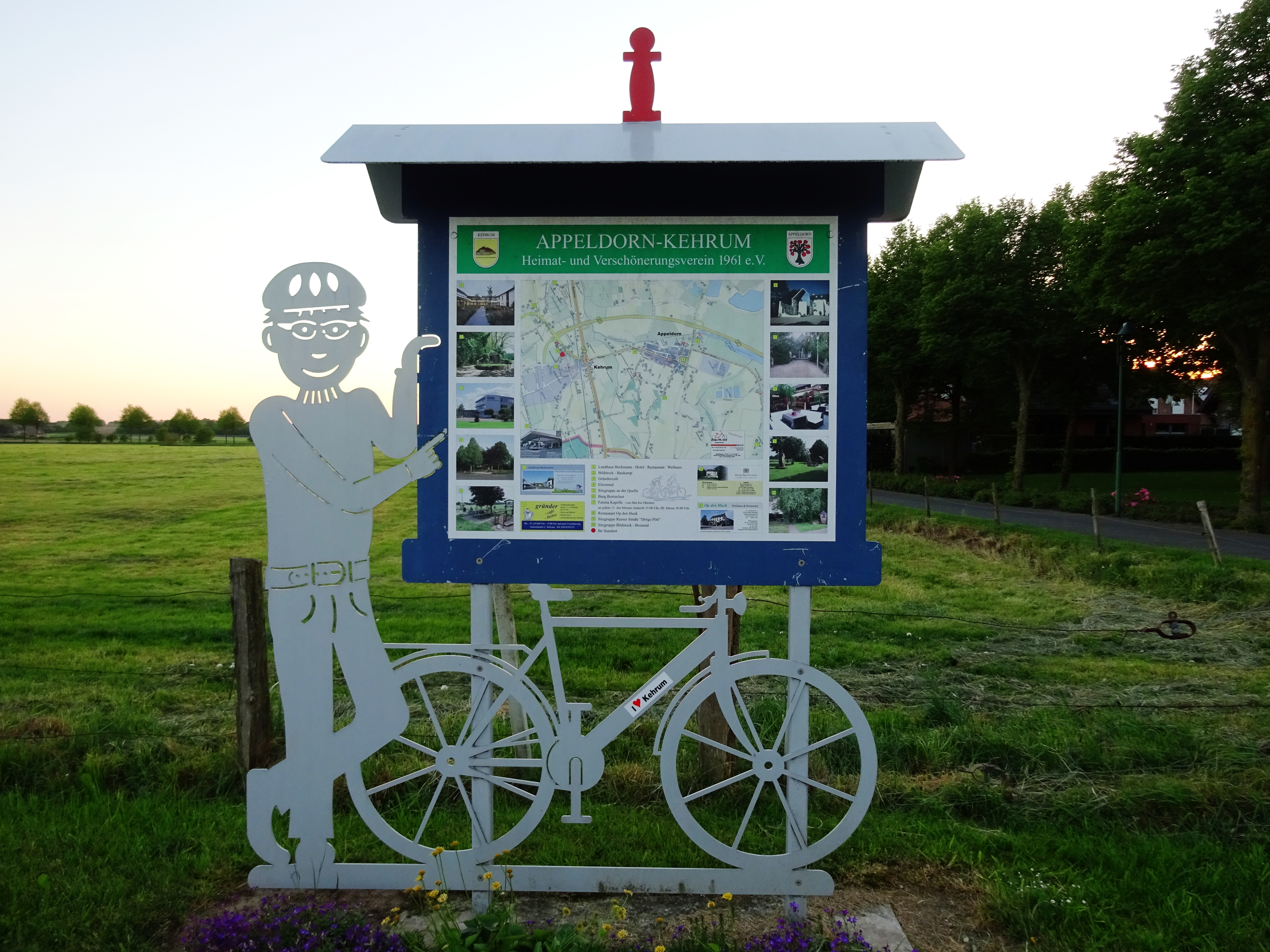
Fietskaart omgeving Kehrum
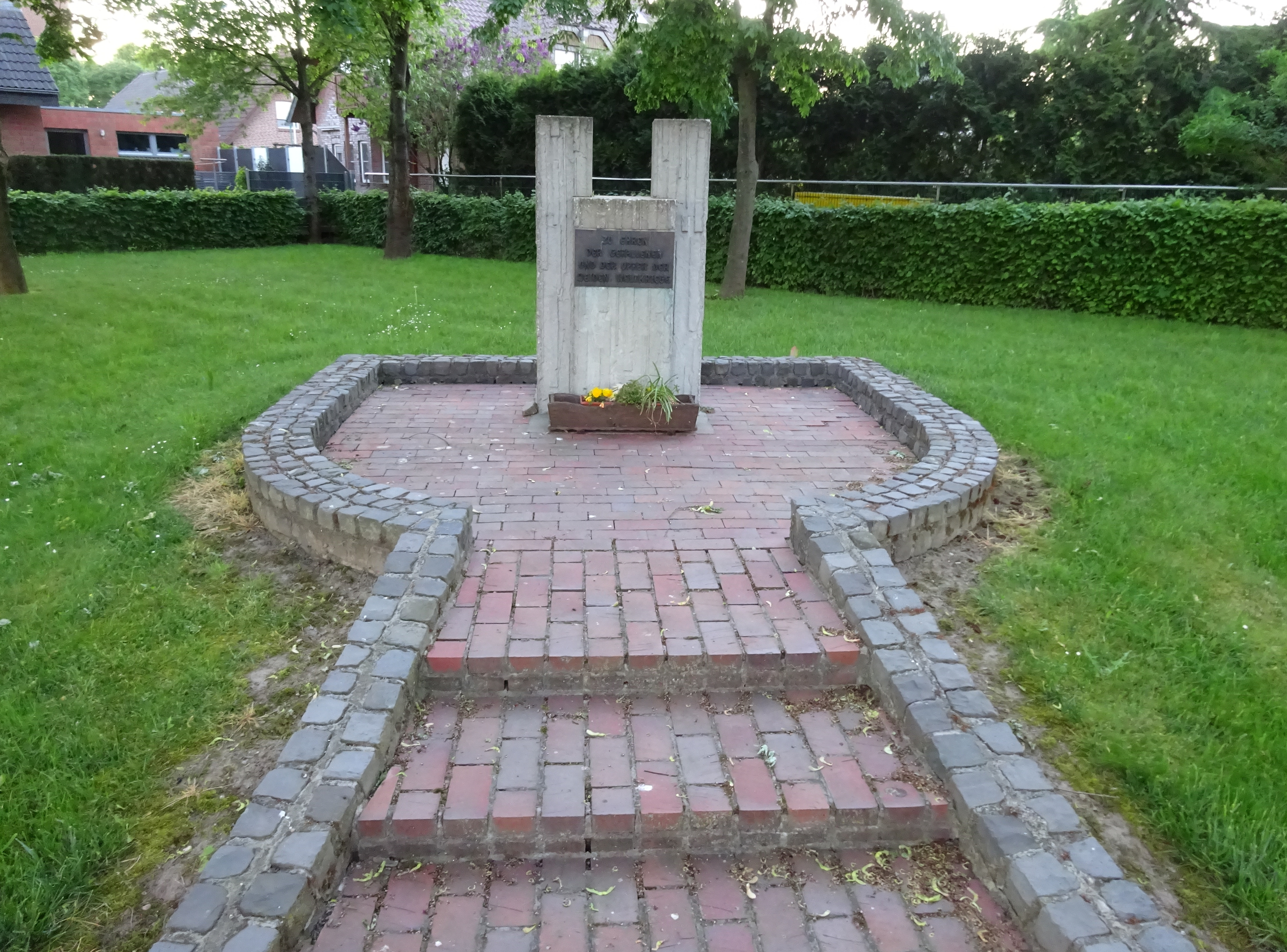
Herdenkingsmonument